# Клумпакоис
Клумпакоис (лит. Klumpakojis от klumpė — деревянная обувь и koja — нога) — старинный литовский народный парный танец в деревянных башмаках.

## Описание
Состоит из 4-х фигур. Музыкальный размер — 2/4. Темп — оживлённый.
Клумпакоис сопровождается коротким припевом с живым ритмом притоптывания:

Сейчас, сейчас притопнем.
Сейчас, сейчас прихлопнем.

Сценический вариант танца в 1951 году обработал Юозас Гудавичюс.